# Ferrovia Decimomannu-Iglesias
La ferrovia Decimomannu–Iglesias è una linea ferroviaria situata in Sardegna, gestita del gruppo Ferrovie dello Stato, tramite la controllata Rete Ferroviaria Italiana.
Tra le prime ferrovie per il trasporto pubblico realizzate nell'isola nella seconda metà dell'Ottocento, la Decimomannu-Iglesias si estende per circa 38 km collegando Iglesias e altri comuni del territorio circostante alla principale linea sarda, la Cagliari - Golfo Aranci (da cui la linea si dirama a Decimomannu), garantendo il collegamento dell'Iglesiente con il capoluogo regionale. Dal punto di vista tecnico la linea fa parte della rete complementare RFI, ed è interamente realizzata a binario unico a scartamento ordinario da 1435 mm privo di elettrificazione. Dalla linea si dirama inoltre la ferrovia Villamassargia-Carbonia, che permette il collegamento tra il principale centro del Sulcis e gli scali della dorsale Iglesiente delle FS.

## Storia

L'originario capolinea di Decimomannu, sostituito negli anni ottanta da una nuova stazione

La ferrovia nasce pochi anni dopo l'unità d'Italia con lo scopo di collegare più rapidamente Iglesias a Cagliari e per tagliare i costi di trasporto dei minerali estratti nelle miniere dell'Iglesiente. I lavori e la gestione della linea, progettata dall'ingegnere gallese Benjamin Piercy, vennero affidati alla Compagnia Reale delle Ferrovie Sarde che inaugurò la tratta Decimomannu–Siliqua il 6 aprile 1872 e la Siliqua–Iglesias il 19 maggio dello stesso anno. Successivamente, nel 1898, venne aperta al traffico anche una linea da Iglesias alla sua frazione mineraria di Monteponi per agevolare il trasporto dei minerali estratti da questa località e per garantire il collegamento con la stazione terminale della linea industriale che da Monteponi giungeva a Portovesme. La Iglesias-Monteponi non fu però costruita come proseguimento della linea da Decimomannu (terminante nella stazione di Iglesias, progettata come scalo di testa), perciò i treni in arrivo da Cagliari dovevano invertire il senso di marcia a Iglesias per raggiungere Monteponi e viceversa.

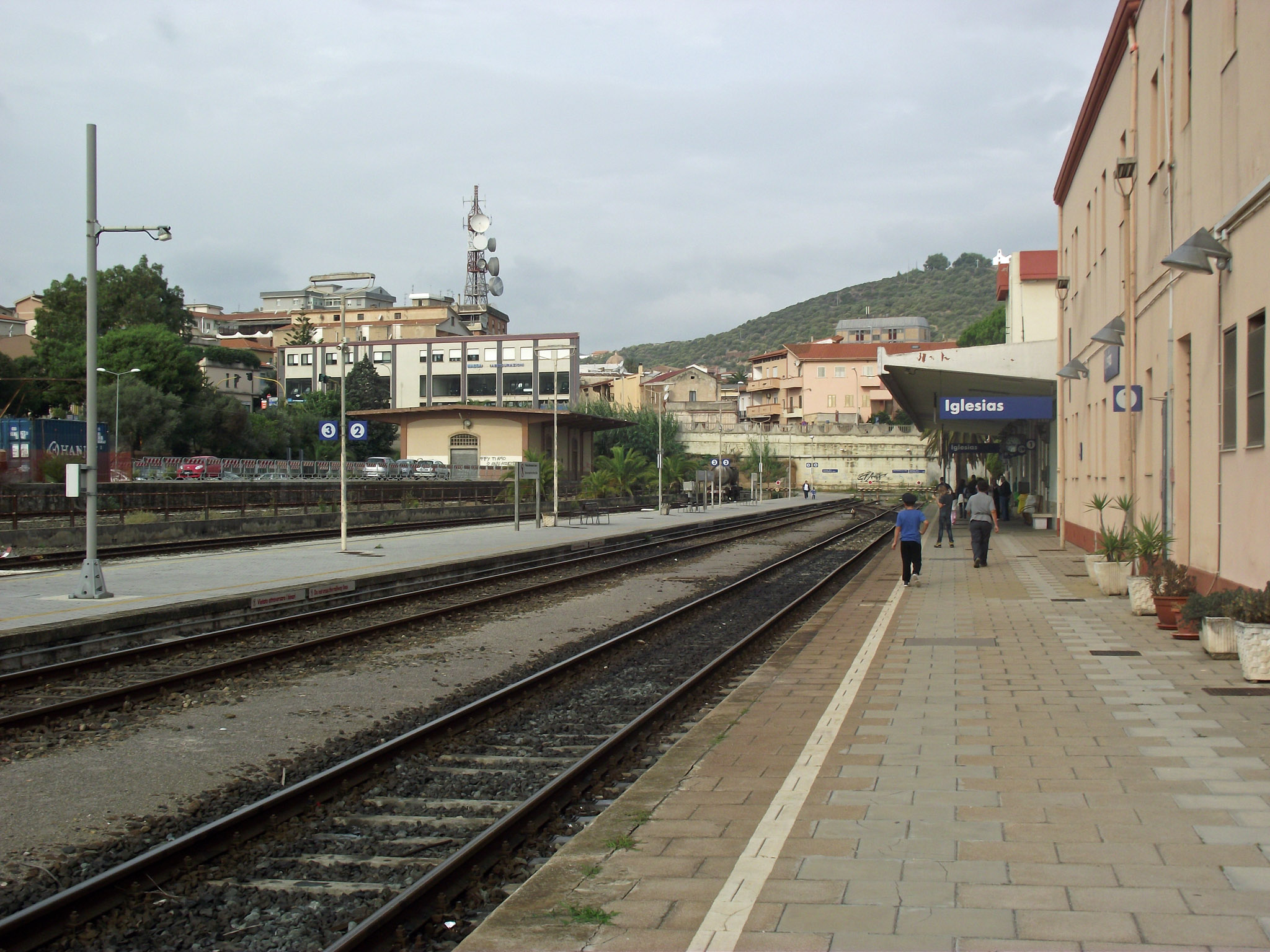
Il capolinea di Iglesias

La gestione della Decimomannu–Iglesias–Monteponi nel 1920 passò alle Ferrovie dello Stato, che nel 1926 persero la Iglesias–Monteponi, trasformata per legge a scartamento ridotto e affidata alla nuova rete delle Ferrovie Meridionali Sarde (verrà poi chiusa nel 1969 per via di alcuni crolli nella galleria nei pressi di Cabitza). Superata la seconda guerra mondiale e ripristinato il normale esercizio, nel 1956 fu inaugurata la diramazione per Carbonia: il centro minerario fu collegato alla ferrovia e alla rete a scartamento ordinario da una linea di 22 km che si dirama dalla Decimomannu–Iglesias nella stazione di Villamassargia-Domusnovas. Nel 1984 infine il capolinea orientale della linea fu spostato dalla vecchia alla nuova stazione di Decimomannu, per questo cambiò il percorso delle prime centinaia di metri della ferrovia, inoltre a causa della variante fu leggermente arretrato il punto di diramazione dalla Dorsale Sarda rispetto al tracciato originario. Questa fu l'ultima modifica effettuata al tracciato, che da allora è rimasto immutato e soggetto a soli lavori di manutenzione e aggiornamento tecnico e infrastrutturale.

### Progetti di sviluppo
Nel 2020 e nel 2022 è stato avanzato il progetto di raddoppio del tratto Decimomannu-Villamassargia che prevede la realizzazione in due fasi: Decimomannu-Siliqua (1ª fase) e Siliqua-Villamassargia (2ª fase) ed è previsto l'elettrificazione del bacino del Sulcis approvati dal Ministero delle Infrastrutture e dei Trasporti (MIT) il 18 ottobre 2022.

## Caratteristiche

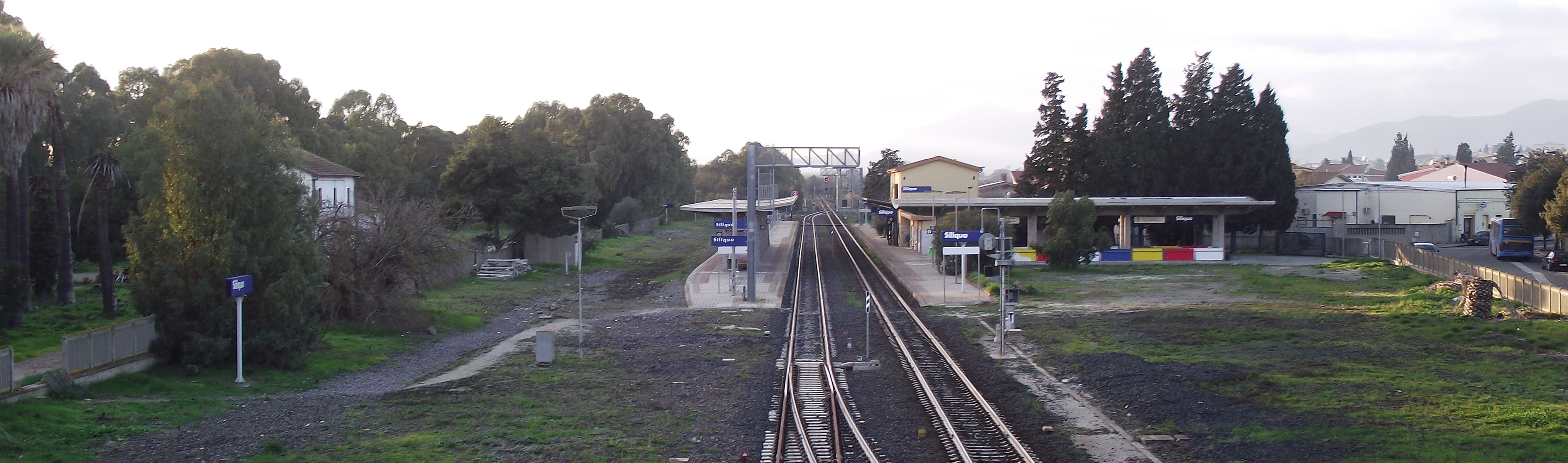
La stazione RFI di Siliqua, in passato scalo di scambio con la rete FMS (la cui ex stazione è visibile sulla sinistra), è uno dei due scali intermedi dove è possibile l'incrocio tra treni

La linea ha una lunghezza di circa 38 km, è realizzata interamente a binario unico non elettrificato a scartamento ordinario. Il tracciato si sviluppa in maniera in gran parte rettilinea (il 92% del percorso è in rettilineo) attraversando la pianura del rio Cixerri, con altitudini modeste (man mano crescenti procedendo in direzione Iglesias) e pendenze relativamente impegnative per i rotabili. Il culmine della ferrovia è situato nel capolinea di Iglesias a 176 m s.l.m., ed è proprio nel tratto che da Villamassargia conduce alla stazione Iglesiente che si registrano le ascese maggiori, che raggiungono il 15‰.
Per quanto concerne i binari la linea è armata con rotaie Vignoles da 60 e da 50 kg/m montate su traverse in cemento armato precompresso.

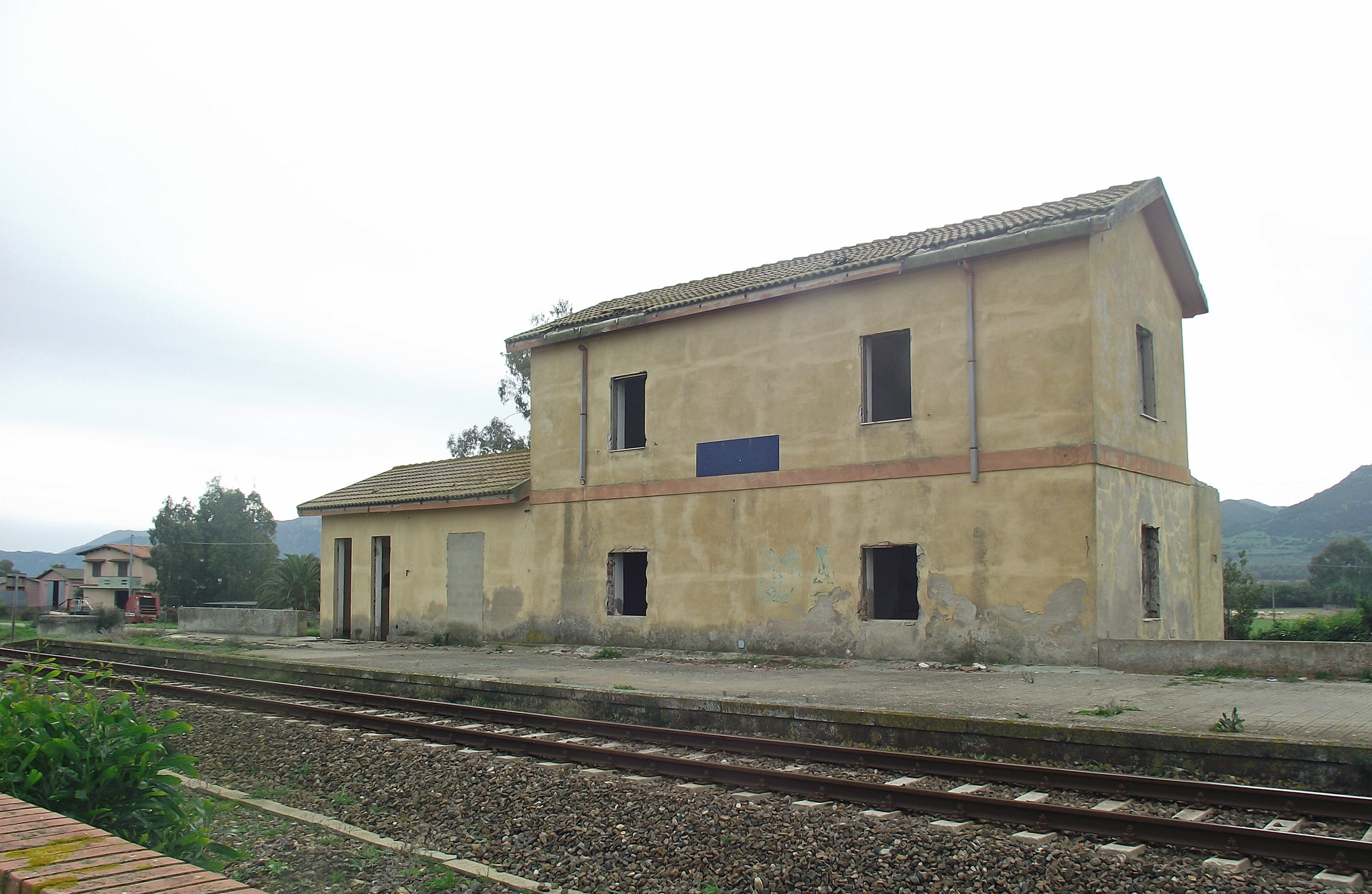
L'ex fermata di Musei

Lungolinea sono due le stazioni intermedie in cui è possibile effettuare gli incroci tra treni, si tratta degli impianti di Siliqua e Villamassargia-Domusnovas: in quest'ultimo si dirama inoltre la linea per Carbonia. Oltre a queste due stazioni e a quelle capolinea è servita dalla ferrovia anche la fermata di Villaspeciosa-Uta (priva di altri binari oltre a quello di corsa), mentre la sesta delle stazioni realizzate lungo la linea, quella di Musei, è stata chiusa e dismessa all'inizio degli anni ottanta.

### In cifre

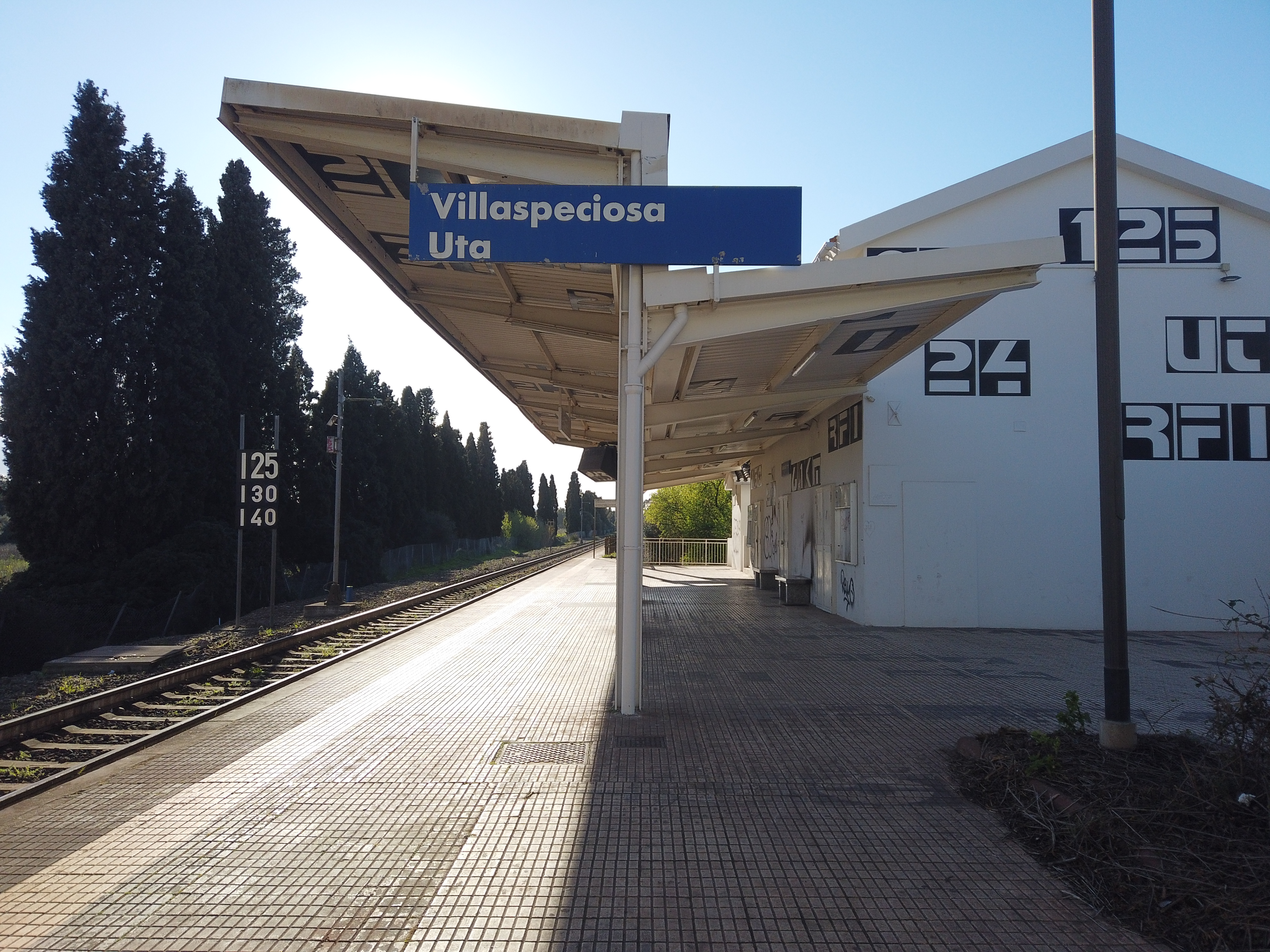
La fermata di Villaspeciosa-Uta

- Lunghezza: 37+667 km in totale tra Decimomannu e Iglesias
- Pendenze massime:
  - 15‰ Villamassargia-Domusnovas - Iglesias
  - 10‰ Villaspeciosa-Uta - Siliqua
  - 9‰ Siliqua - Decimomannu
- Raggio minimo di curvatura: 450 m[4]
- Grado di prestazione: 15
- Velocità massima (rango C):
  - 140 km/h Villaspeciosa-Uta - km 9+200; km 11+200 - casa cantoniera km 35+498; Iglesias - km 11+200
  - 120 km/h Casa cantoniera km 35+498 - Iglesias
  - 110 km/h Decimomannu - Villaspeciosa-Uta

(dati al 27 novembre 2011)

### Percorso
|  | Unknown route-map component "exSTR+l" | Unknown route-map component "xABZq+l" | Unknown route-map component "CONTfq" |  |

|  | Unknown route-map component "exSTR" | Station on track |  |  |

|  | Unknown route-map component "exBHF" | Straight track |  |  |

| Unknown route-map component "CONTgq" | Unknown route-map component "exKRWl" + Unknown route-map component "eABZqr" | Unknown route-map component "exKRW+r" + Unknown route-map component "ABZgr" |  |  |

| Unknown route-map component "hKRZWae" |

| Stop on track |

|  |  | Unknown route-map component "eABZgl" | Unknown route-map component "exKDSTeq" |  |

|  |  | Station on track | Unknown route-map component "exKBHFa" |  |

|  |  | Unknown route-map component "hKRZWae" | Unknown route-map component "exhKRZWae" |  |

|  |  | Straight track | Unknown route-map component "exSTRl" | Unknown route-map component "exCONTfq" |

| Unknown route-map component "eHST" |

| Station on track |

|  |  | Unknown route-map component "ABZgl" | Unknown route-map component "CONTfq" |  |

|  |  | Unknown route-map component "e3ABZg+1" | Unknown route-map component "exSTR+l" + Unknown route-map component "ex3STRq-" | Unknown route-map component "exSTR+r" + Unknown route-map component "ex3STR+4" |

|  |  | End station | Unknown route-map component "exKBHFe" | Unknown route-map component "exSTR" |

|  |  |  |  | Unknown route-map component "exSTR" |

|  |  |  |  | Unknown route-map component "exBHF" |

|  |  |  | Unknown route-map component "exKBHFa" | Unknown route-map component "exBHF" |

|  |  |  | Unknown route-map component "exCONTf" | Unknown route-map component "exCONTf" |

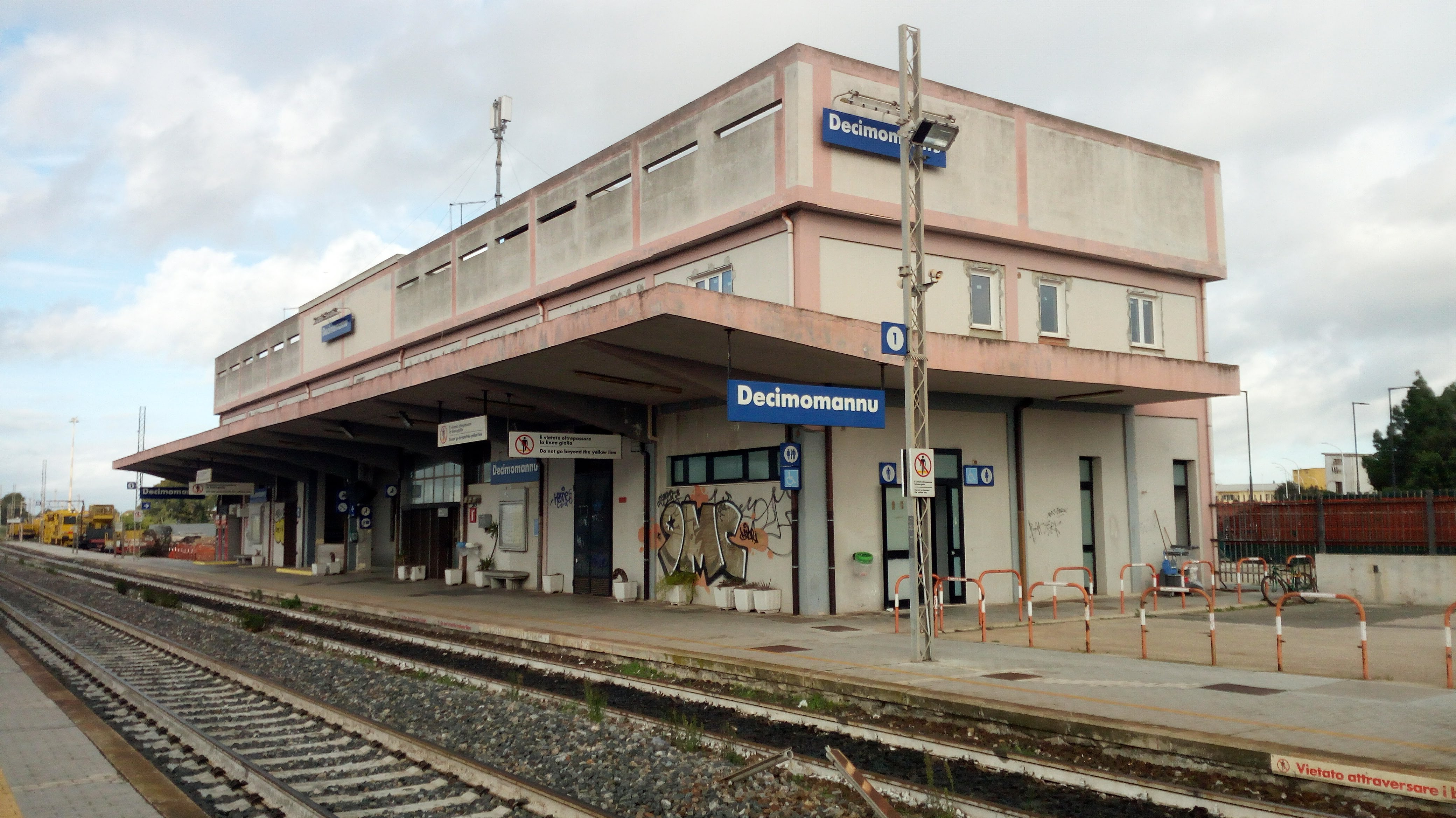
La stazione di Decimomannu, da cui dal 1984 la linea si dirama dalla Dorsale Sarda

La linea ha origine dalla Stazione di Decimomannu, posta nel tratto iniziale della ferrovia Cagliari-Golfo Aranci da cui questa ferrovia si dirama in direzione ovest: tale stazione sostituì nel 1984 l'originario scalo decimese, da dove la ferrovia storicamente aveva origine.
A distanza di circa due chilometri è posto il primo scalo intermedio della linea, la fermata di Villaspeciosa-Uta, posta lungo il confine tra i due comuni e raggiunta dopo che i binari hanno scavalcato l'alveo del Flumini Mannu con un ponte. Superata la fermata la ferrovia si snoda in lieve ma costante ascesa con un andamento per lo più rettilineo parallelamente al vecchio tracciato della SS 130 (oggi SP 90), da cui diverge poco prima di alcune curve poste nei pressi di Siliqua, laddove si diramava per alcuni decenni un raccordo a servizio di un'installazione dell'Esercito Italiano oggi dismessa.

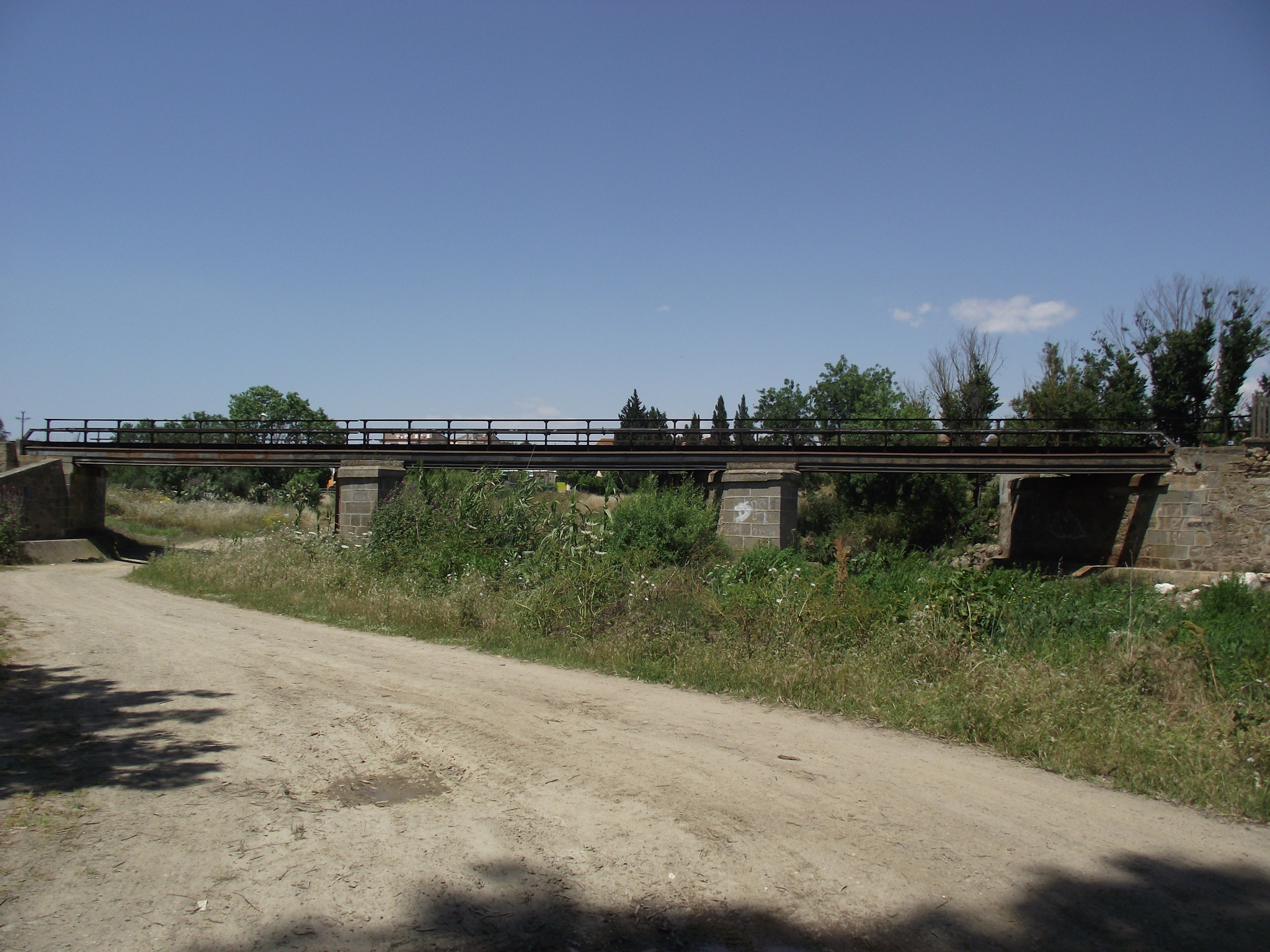
Il ponte metallico sull'alveo originario del rio Cixerri a Siliqua.

All'ingresso dell'abitato di Siliqua è posta l'omonima stazione, primo punto di incrocio della ferrovia e nel Novecento scalo di interscambio con la ferrovia Siliqua-San Giovanni Suergiu-Calasetta, il cui capolinea era posto davanti all'impianto del gruppo FS. Valicato il corso del Cixerri in uscita dalla stazione, la linea prosegue verso ovest con curve ampie e lunghi rettilinei, passando all'interno della ex fermata di Musei, dismessa negli anni ottanta. Il sedime si sviluppa ormai all'interno delle campagne dell'Iglesiente e dopo tre chilometri interamente in rettilineo si giunge al secondo impianto intermedio attrezzato per gli incroci, la stazione di Villamassargia-Domusnovas, da cui si dirama inoltre una ferrovia per Carbonia.

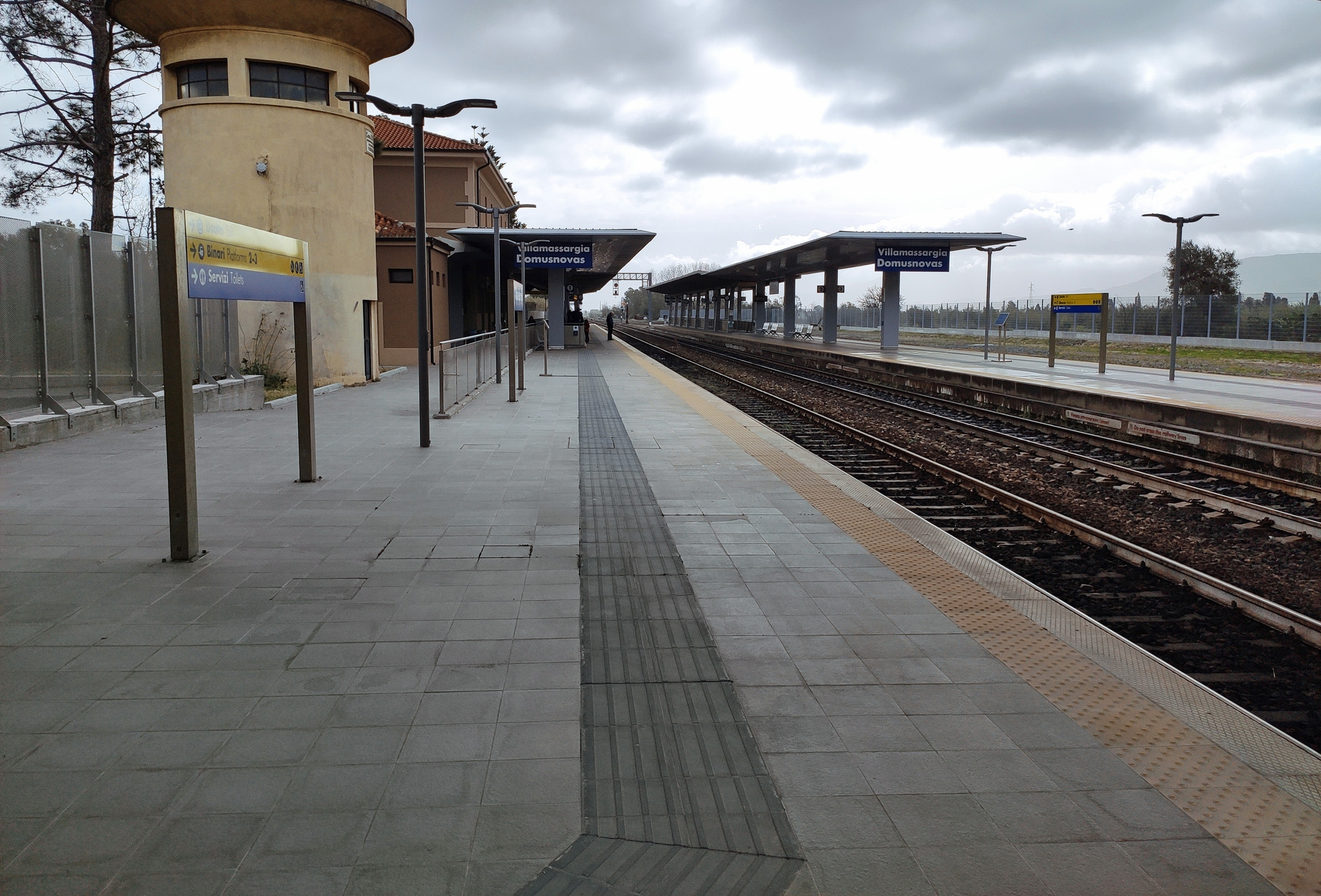
La stazione di Villamassargia-Domusnovas, scalo di diramazione della linea per Carbonia

Gli ultimi nove chilometri della linea si snodano per lo più in rettilineo e con ascese più importanti raggiungendo infine Iglesias e la sua stazione capolinea. Dalla fine dell'Ottocento e sino al 1926 da tale scalo aveva origine anche una breve linea per la frazione mineraria di Monteponi, poi riconvertita a scartamento ridotto e integrata nella linea per San Giovanni Suergiu che fu però attestata in un nuovo capolinea immediatamente a sud di quello FS.

## Traffico

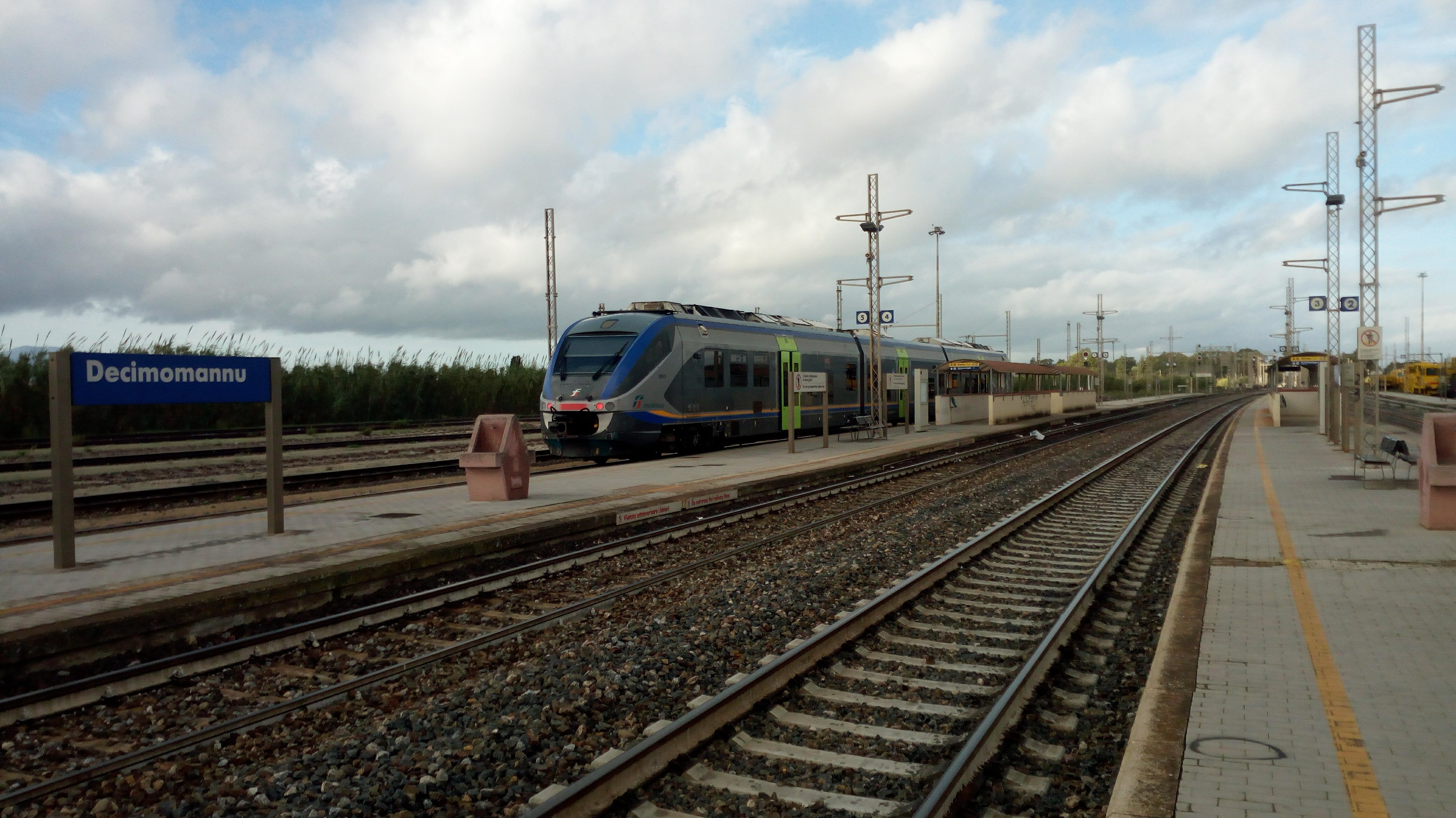
Minuetto diesel in partenza da Decimomannu

Con riferimento all'orario del primo semestre 2021 la linea è interessata da tre relazioni passeggeri, tutte effettuate da Trenitalia con treni regionali:
- Iglesias–Cagliari: La maggioranza delle relazioni tra Iglesias e Cagliari è diretta (11 coppie di corse nei feriali), e i 55 km dell'intera relazione vengono coperti tra un minimo di 45 e un massimo di 59 minuti. I mezzi maggiormente utilizzati per coprire questa relazione sono i Minuetto (in configurazione a trazione termica), gli Swing, gli ATR 365 e i nuovi HTR 412 "Blues". Come riserva vengono utilizzate anche composizioni di automotrici ALn 663 e ALn 668. FIno al 2021 venivano utilizzate anche composizioni a materiale ordinario di Carrozze MDVC (generalmente 4 o 5 pezzi) e locomotiva D445.

- Iglesias–Villamassargia: I treni sono posti in coincidenza con le relazioni dirette Cagliari–Carbonia e collegano le due stazioni mediamente in sette/otto minuti. Dal lunedì al venerdì vengono effettuate 8 coppie di corse giornaliere su questa relazione.

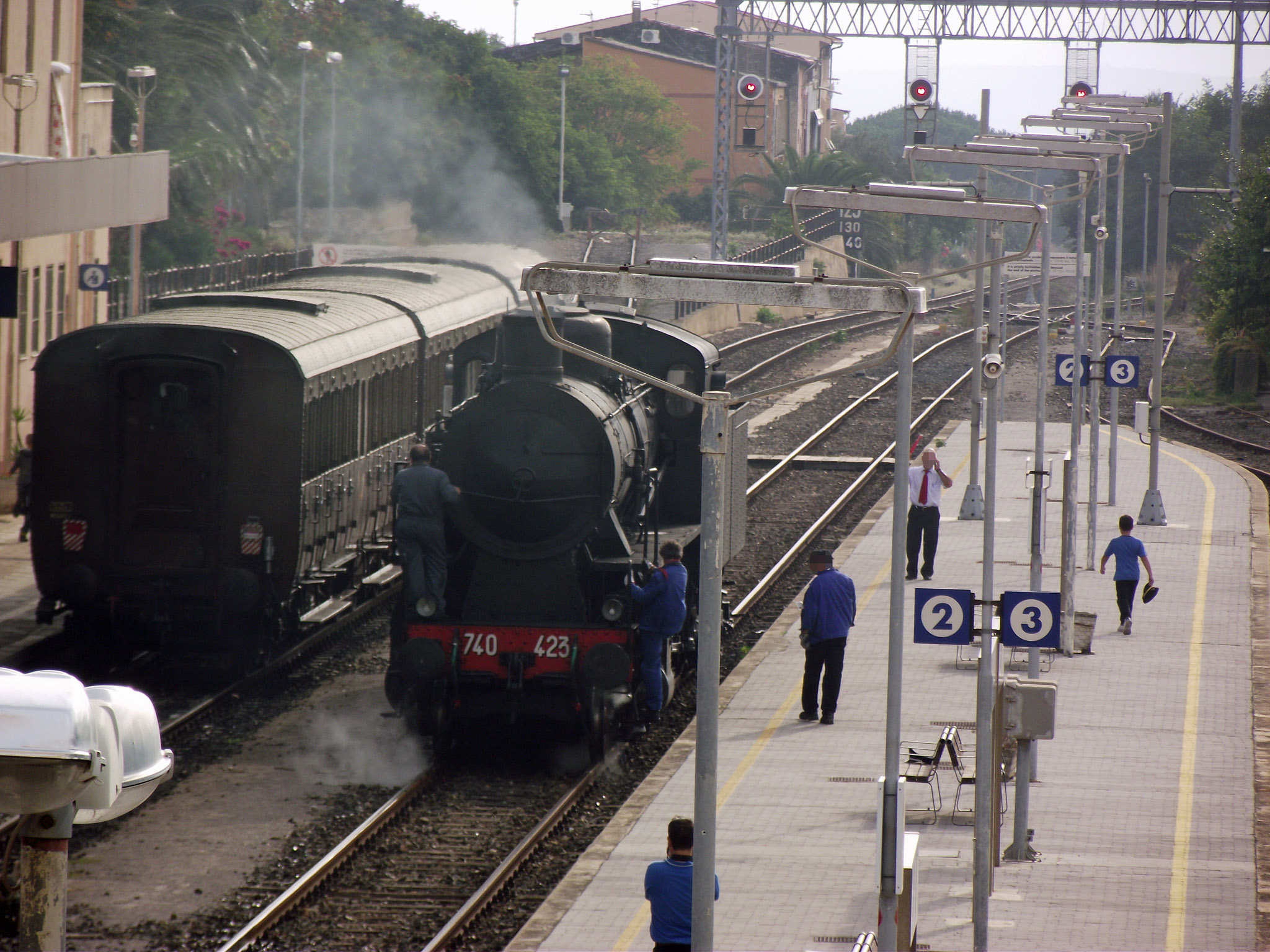
Manovre della locomotiva a vapore 740.423 nella stazione di Iglesias: nessuna stazione della linea è dotata di strutture per l'inversione del senso di marcia dei rotabili

- Carbonia Serbariu-Cagliari: La linea è percorsa in parte della sua lunghezza, nel tratto da Decimomannu a Villamassargia, anche dai treni che effettuano i collegamenti diretti tra Carbonia e Cagliari (otto coppie di corse giornaliere dal lunedì al venerdì). L'intera relazione viene coperta in tempi che oscillano tra i 62 e i 72 minuti.

L'orario dal giugno 2011 è cadenzato: dal lunedì al venerdì si ha un treno in partenza ogni ora da Cagliari verso Iglesias o Carbonia (con treni in coincidenza a Villamassargia per servire il centro non raggiunto dal convoglio partito da Cagliari), con un incremento della frequenza nel primo pomeriggio. Specularmente ogni ora parte un treno da Iglesias e uno da Carbonia, uno dei quali avente capolinea Cagliari e uno nella stazione di Villamassargia-Domusnovas, nella quale anche in questo caso si effettua la coincidenza tra i convogli per permettere il cambio del treno ai passeggeri diretti a Cagliari e nel resto della rete FS sarda. La frequenza dei treni viene inoltre incrementata al mattino e nel pomeriggio. Le relazioni sono effettuate anche il sabato e nei festivi, seppur con una frequenza ridotta.

### Servizio turistico
Da maggio 2007 la linea viene percorsa su richiesta anche dai treni turistici di Trenitalia provenienti da Cagliari e diretti a Carbonia e Iglesias, utilizzanti materiale d'epoca restaurato (al 2020 una locomotiva Gruppo 740 o D443 in livrea originale e carrozze tipo terrazzini).

## Mezzi di trazione utilizzati
Come nel resto della rete ferroviaria sarda i primi decenni di attività della linea videro l'utilizzo esclusivamente della trazione a vapore. Durante la gestione delle Ferrovie Reali, le locomotive impiegate furono nei primi decenni esclusivamente di produzione britannica: le prime serie furono commissionate alle ditte Stephenson, R & W Hawtorn e Sharp & Stewart. I gruppi impiegati furono, in ordine di introduzione sulla rete delle Ferrovie Reali:
- locomotive 21-24 (Stephenson)
- locomotive 25-30 (Stephenson)
- locomotive 1-2 (Stephenson)
- locomotive 7 ÷ 10 (R & W Hawtorn)
- locomotive 31 ÷ 40 (Sharp & Stewart)
- locomotive 3-6 (Sharp & Stewart).

Ogni esemplare di queste 40 locomotive ricevette un proprio nome, ma 12 di esse furono accantonate prima della fine del secolo: per questo dal 1900 in poi furono immesse in circolazione sulla rete due ulteriori gruppi di locomotive:
- locomotive 41-44 (SLM)
- locomotive 45-55 (Henschel & Sohn).

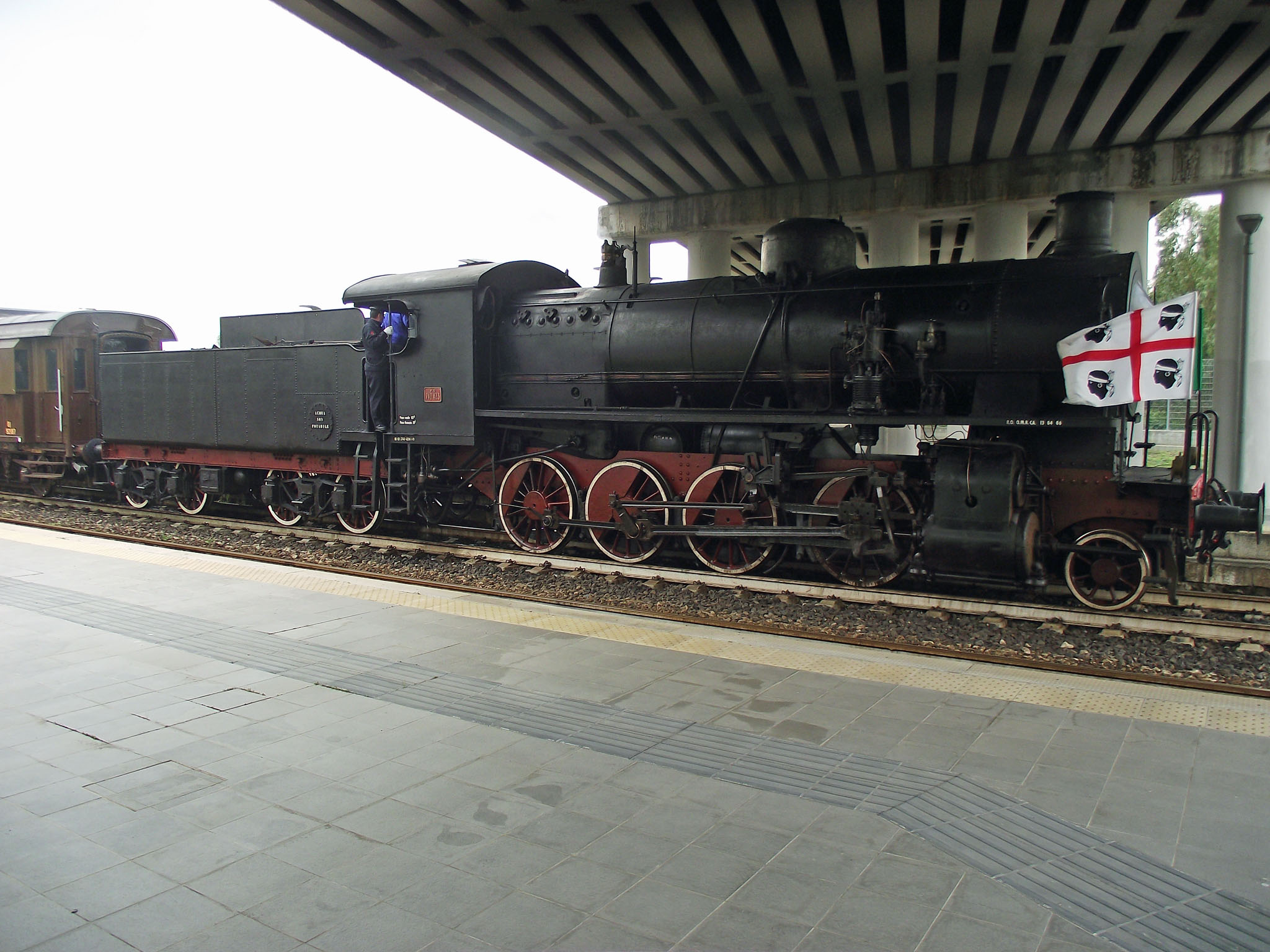
Uno degli esemplari del Gruppo FS 740, il numero 423, è utilizzato per treni turistici anche lungo la linea

Quando fu evidente che la convenzione della Compagnia Reale delle Ferrovie Sarde non sarebbe stata rinnovata alla sua scadenza (31 dicembre 1919), la concessionaria della linea ridusse al minimo gli investimenti per la manutenzione e l'ammodernamento del parco rotabili della sua rete. Per far fronte ai crescenti disservizi le Ferrovie dello Stato (destinate a rilevare la gestione delle linee delle Reali) introdussero 14 locomotive del loro Gruppo 200, immatricolate coi numeri da 101 a 114 dalle Ferrovie Reali.
Al momento del passaggio di consegne tra Ferrovie Reali e Ferrovie dello Stato 1920 sopravvivevano il Gruppo 200 ed alcuni esemplari del parco rotabili della vecchia gestione, esemplari che furono riclassificati dalle FS secondo il seguente schema:
- locomotive CFRS 3-6 - locomotive FS Gruppo 808
- locomotive CFRS 7-10 - locomotive FS Gruppo 110
- locomotive CFRS 21-24 - locomotive FS Gruppo 181
- locomotive CFRS 25-30 - locomotive FS Gruppo 182
- locomotive CFRS 31-36 - locomotive FS Gruppo 186
- locomotive CFRS 41-44, 45-55 - locomotive FS Gruppo 216.

I mezzi ereditati dalle Ferrovie Reali furono però accantonati nel giro di pochi anni a causa delle loro condizioni. Le FS le rimpiazzarono dal 1922 in poi con locomotive di vari gruppi:
- locomotive Gruppo 600
- locomotive Gruppo 625
- locomotive Gruppo 740
- locomotive Gruppo 744.

Dal 1936 sulla rete sarda fecero la comparsa le prime automotrici diesel, che nel giro di poco tempo divennero ampiamente utilizzate per le relazioni passeggeri. In particolare lungo la Decimomannu-Iglesias vennero utilizzate principalmente due tipologie di automotrici termiche:
- automotrici ALn 56 Fiat (dal 1936)
- automotrici ALn 772 Fiat - OM (dal 1958).

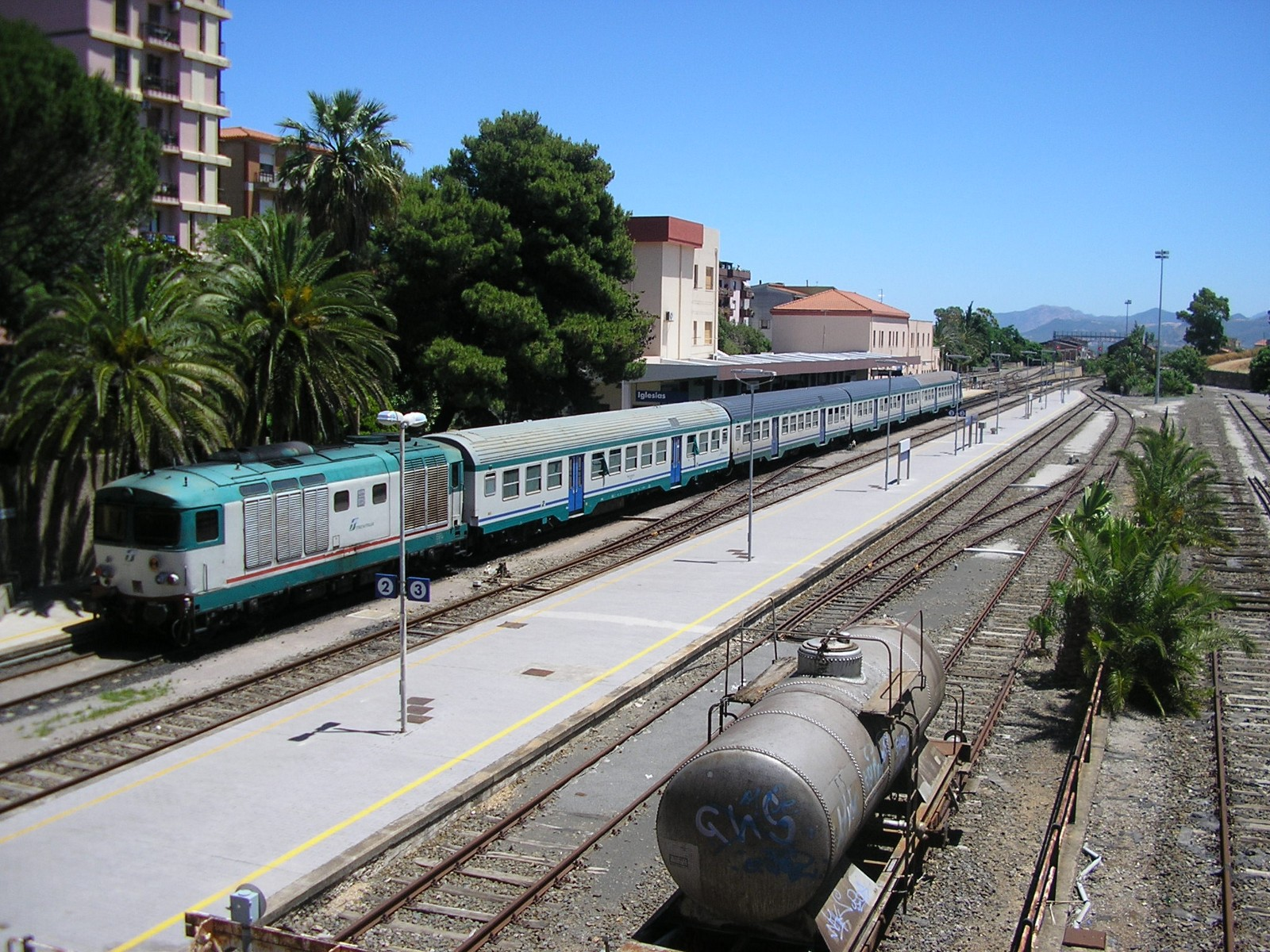
Treno composto da locomotiva D.445 e carrozze MDVC in sosta nella stazione di Iglesias

Le locomotive a vapore continuarono l'esercizio sulla linea sia al traino di treni merci che in maniera meno frequente per i convogli viaggiatori. Dal 1961 tuttavia le FS avviarono la progressiva sostituzione della trazione a vapore con quella termica per le locomotive presenti sulla rete sarda: nel corso di questo decennio e del successivo furono immesse in esercizio vari tipologie di locomotive a trazione diesel:
- locomotive FS D.342 (dal 1961)
- locomotive FS D.443 (dal 1967)
- locomotive FS D.343
- locomotive FS D.345 (dal 1976).

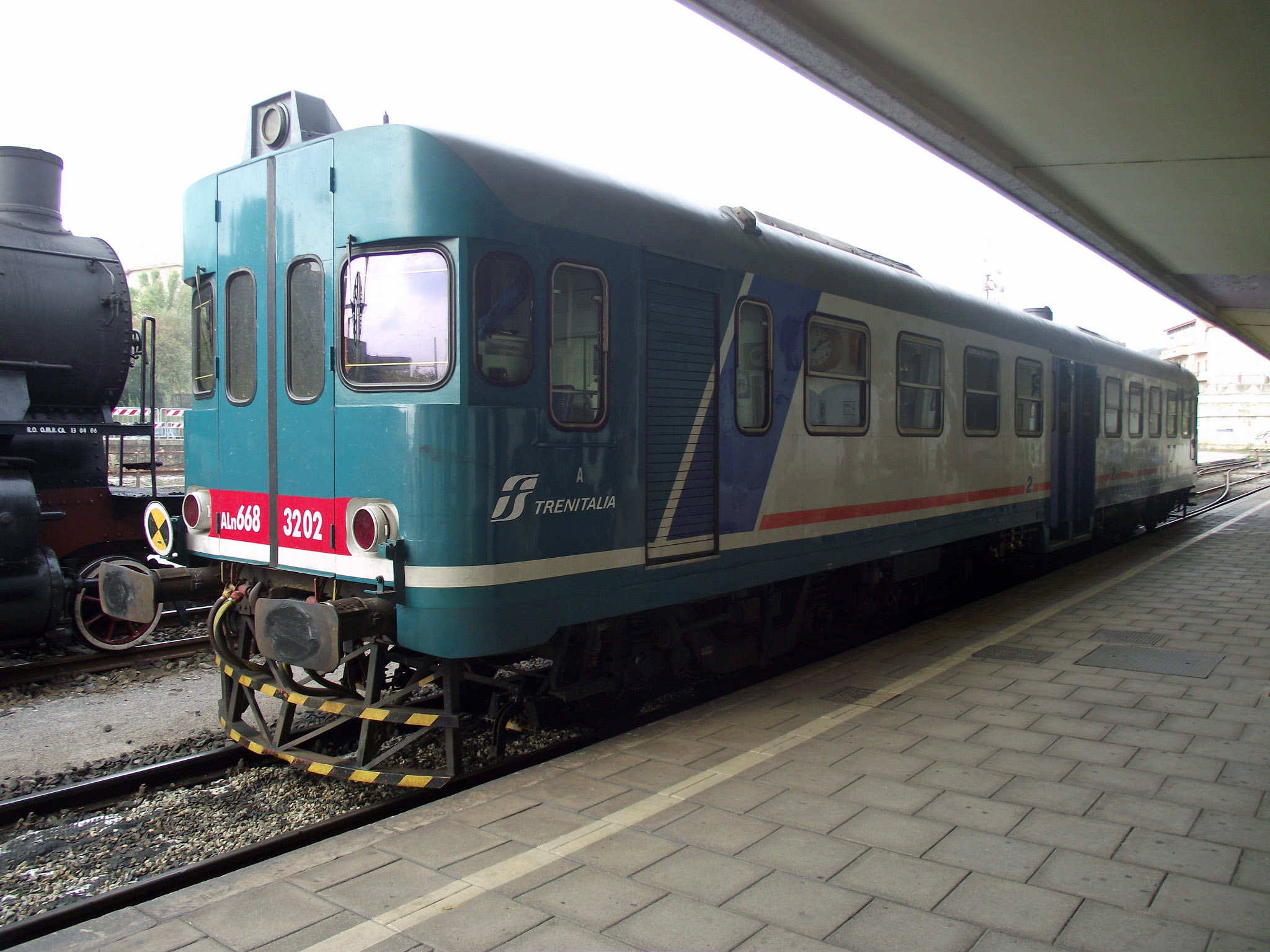
Esemplare di ALn 668 in sosta a Iglesias, tipo di automotrice molto utilizzata lungo la linea dagli anni ottanta in avanti

Nel 1982 furono introdotte nelle linee FS sarde le locomotive D.445, che in abbinamento alle carrozze MDVC furono utilizzate sulla linea sino agli anni 2020 per i treni passeggeri a materiale ordinario in configurazione "navetta".
Risale sempre agli anni ottanta l'immissione sulla linea dei rotabili più datati in uso nel 2022, le automotrici ALn 668 (serie 3100), impiegate dal 1981 e che nel primo periodo si alternarono alle ALn 772 superstiti. Mentre queste ultime venivano man mano accantonate, fecero la loro comparsa sulla linea a metà del decennio anche vari esemplari di ALn 663. Nuovi mezzi furono introdotti a metà degli anni 2000 con i Minuetto diesel. Sulla linea sono inoltre impiegati gli autotreni ATR 365 dal 2015, gli Swing dal 2020 e i Blues dal 2023.